# Lareine

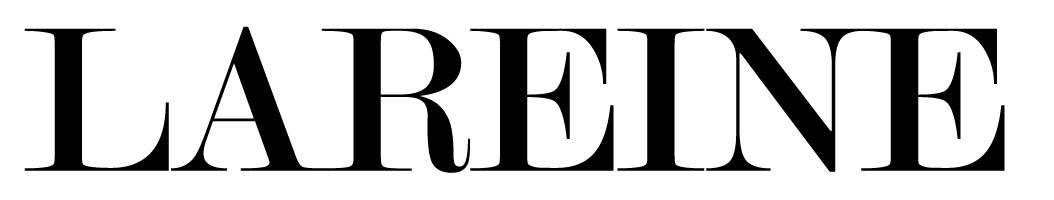
Logotyp zespołu

LAREINE – japoński rockowy zespół visual kei założony w 1994 roku. Nazwa zespołu pochodzi od francuskiej królowej Marii Antoniny. W 1999 roku grupa podpisała kontrakt z Sony, później w 2000 roku, kiedy pozostali członkowie zespołu odeszli, Kamijo stworzył Applause Records. Po kilku zmianach składu i wydaniu kilku albumów, singli i EP, grupa rozwiązała się w lutym 2007 roku.

## Historia

### 1994–1996
Zespół został utworzony w listopadzie 1994 pod nazwą LALIENE, przez wokalistę Kamijo (znanego wtedy jako Shoki) i gitarzystę Mayu (znanego jako Kaito), którzy spotkali się podczas roadie dla Malice Mizer. Dołączyli do nich gitarzyści Sakureu i Hirono, perkusista Kyouka oraz basista Emiru. W październiku Kyouka i Hirono odeszli z zespołu. Miejsce nowego perkusisty w zespole zajął Machi, a 26 marca 1996 roku odbył się ich pierwszy koncert rocznicowy i zespół zmienił nazwę na LAREINE.

### 1996–2000
W sierpniu 1996 roku Akira dołączył jako drugi gitarzysta. W grudniu ukazał się pierwszy EP „Blue Romance”. W sierpniu 1997 roku Akira opuścił grupę. W styczniu 1999 podpisali kontrakt z Sony Music Entertainment Japan i w lutym 2000 roku ukazał się ich drugi album Fierté no umi to tomo ni kiyu (フィエルテの海と共に消ゆ). Niedługo po tym wszyscy członkowie oprócz Kamijo ogłosili, że odchodzą z zespołu.

### 2000–2002
Kamijo postanowił kontynuować LAREINE sam i założył własną wytwórnię płytową Applause Records. Trwało to do 2001 roku, kiedy zaprzestał działalności i założył zespół New Sodmy z Mayu. Zespół ten był aktywny jedynie przez rok, więc LAREINE wznowił swoją działalność.

### 2003–2007
26 marca 2003 Emiru dołączył do zespołu, tak jak nowy perkusista Kazumi. 17 maja odbył się koncert, podczas którego Mayu również powrócił do zespołu. 5 września 2004 roku wydali album „Never Cage”. 1 marca 2006 Kazumi opuścił zespół i zakończył swoją karierę. Jego miejsce zajął Kazami. Jednak w październiku ogłosili, że rozwiązują zespół w lutym 2007 roku. [potrzebne źródło] Ich ostatni występ odbył się 31 października 2006 roku z Hizakim, na gitarze. Wokalista Kamijo założył nowy zespół Versailles z Hizakim. Emiru obecnie nazywa się Run i jest basistą zespołu Anubis.

## Członkowie
- Kamijo – wokal (1994–2007)
- Emiru – gitara basowa (1995–2000, 2003–2007)

### Byli
- Mayu – gitara (1994–1995, 1995–2000, 2003–2006)
- Kazumi – perkusja (2003–2006)
- Machi – perkusja (1995–2000)
- Akira – gitara (1996–1997)
- Hirono – gitara 1994–1995
- Kyouka – perkusja (1994–1995)
- Sakureu – gitara (1994–1995)

## Dyskografia

### Albumy
- Blue Romance ~Yasashii Hanatachi no Kyousou~ (jap. Blue Romance～優しい花達の狂奏～) (7 września 1997)
- Fierte no Umi to Tomo ni Kiyu ~THE LAST OF ROMANCE~ (jap. フィエルテの海と共に消ゆ～THE LAST OF ROMANCE～) (16 lutego 2000)
- Scream (1 listopada 2000)
- Vampire Scream (1 listopada 2000)
- Reine de Fleur I (26 marca 2003)
- Reine de Fleur II (26 marca 2003)
- Crystal Letos (31 marca 2004)
- Never Cage (5 września 2004)

### EPs
- Blue Romance (24 grudnia 1996)
- Lillie Charlotte (1 października 1998)
- Etude (25 grudnia 2002)
- Majesty (30 września 2003)
- Knight (28 listopada 2003)
- Etude: Platinum White (25 grudnia 2003)
- Princess (24 marca 2004)
- Winter Romantic (18 marca 2006)

### Single
- Saikai no Hana (jap. 再会の花) (26 marca 1996)
- Romancia (26 kwietnia 1997)
- Fleur (14 marca 1998)
- Metamorphose (18 grudnia 1998)
- Fiancailles (26 maja 1999)
- Billet ~Osanaki Natsu no Binsen~ (jap. Billet ～幼き夏の便箋～) (25 kwietnia 1999)
- Fuyu Tokyo (jap. 冬東京) (15 grudnia 1999)
- Bara wa Utsukushiku Chiru/Ano Hito no Aishita Hito Nara (jap. 薔薇は美しく散る/あの人の愛した人なら) (9 lutego 2000)
- Grand Pain (12 października 2000)
- Chou no Hana/Lesson (jap. 蝶の花/レッスン) (27 listopada 2002)
- Saikai no Hana (jap. 再会の花) (26 marca 2003, ponowne wydanie)
- Scarlet Majesty (30 lipca 2003)
- With Present Letos (14 listopada 2003)
- Trailer (19 lipca 2004)
- Doukeshi no Bukyoku (jap. 道化師の舞曲) (27 listopada 2005)
- Setsurenka (jap. 雪恋詩) (27 listopada 2005)
- Cinderella Fantasy (27 listopada 2005)
- Sakura (jap. さくら) (18 marca 2006)
- Drama (18 marca 2006)
- Last Song (9 maja 2007)

### Dema
- Laliene-ru Cheri (29 marca 1995)
- Laliene (27 lipca 1995)
- Tsukiyo no Kageko (jap. 月夜の歌劇) (20 lipca 1996)
- Mist (28 kwietnia 1997)

### Wideo
- Chantons L’amour ~Lillie Kara no Tegami~ (jap. Chantons l’amour～リリーからの手紙～) (25 sierpnia 1999)
- Fierte no Umi to Tomo ni Kiyu ~FILM TRACKS~ (jap. フィエルテの海と共に消ゆ～FILM TRACKS～) (16 lutego 2000)